# Pierre-Egide Peeters
Pierre Egide Peeters (Westerlo 1796 - Brussel 26 maart 1844), was een Belgisch notaris en katholiek politicus.

## Levensloop
Peeters was tijdens de revolutie van 1830 zeer actief en vocht tegen de Nederlandse troepen, onder meer in Lier en Antwerpen, aan de zijde van graaf Frédéric de Merode. Deze werd zwaar getroffen tijdens een gevecht bij Berchem en het was Peeters, die naast hem stond, die hem hielp wegdragen naar Mechelen, waar hij enkele dagen later aan zijn verwondigen overleed.
Peeters werd door de cijnskiezers van het arrondissement Turnhout naar het Nationaal Congres gestuurd. Hij werd er onder de gematigde katholieken gerekend. Hij kwam niet tussen in de debatten, tenzij één korte tussenkomst op 20 juli 1831 in verband met de vrijheid van onderwijs. Voor de grote beslissingen stemde hij met de meerderheid, met uitzondering van de stemming voor een regent, waar hij, als goede inwoner van Westerlo en vriend van Frédéric de Merode, voor Félix de Mérode stemde. Voor het overige stemde hij voor de onafhankelijkheidsverklaring en voor de eeuwigdurende uitsluiting van de Nassaus, voor de hertog van Nemours als koning, later voor Leopold van Saksen Coburg en voor de aanvaarding van het Verdrag der XVIII artikelen. 
Vanaf 1830 was hij notaris in Westerlo en burgemeester van die gemeente. Hij werd ook provincieraadslid. In 1837 werd hij verkozen tot volksvertegenwoordiger en bleef dit tot aan zijn dood. Hij was een actief parlementslid. Als burgemeester werd hij, na een korte tussenperiode, opgevolgd door zijn zoon Willem Egide Peeters (van 1848 tot 1877).

## Publicatie
- Journal de la campagne du comte Frédéric de Mérode, in: Recueil des souvenirs du comte de Mérode de Westerloo.